# Carlo Bichi
Carlo Bichi (Siena, 6 de maio de 1639 - Roma, 7 de novembro de 1718) foi um cardeal italiano do século XVII.

## Biografia
Nasceu em Siena em 6 de maio de 1639. De família patrícia. Filho de Galgano Bichi, marquês de Rocca Albenga e de Vallerone, e Girolama Piccolomini. Seu nome de batismo era Carlo Giacomo. Sobrinho do cardeal Alessandro Bichi (1633). Tio do Cardeal Vincenzo Bichi (1731). Outros cardeais da família foram Metello Bichi (1611); e Antonio Bichi (1657).
Cavaleiro da Ordem Soberana de Malta. Prelado doméstico no pontificado do Papa Alexandre VII, seu concidadão. Vice-legado de Bolonha, 10 de junho de 1661. Referendário dos Tribunais da Assinatura Apostólica da Justiça e da Graça. Inquisidor em Malta. Tenente-general das galeras papais em Candia. Abade de Monmajour-lès-Arlès, Provença. Vice-legado da Romagna, 1664; novamente em 1666; e novamente em 1667. Clérigo da Câmara Apostólica, 2 de dezembro de 1669. Eleitor do Tribunal da Assinatura Apostólica da Graça. Presidente delle Ripe, 1675. Presidente della Zecca, ca. 1680-1681. Auditor geral da Câmara Apostólica, ca. 1687.
Criado cardeal-diácono no consistório de 13 de fevereiro de 1690; recebeu o chapéu vermelho em 16 de fevereiro de 1690; e a diaconia de S. Maria em Cosmedin em 10 de abril de 1690. Participou do conclave de 1691, que elegeu o Papa Inocêncio XII. Optou pela diaconia de S. Ágata em Suburra, a 22 de dezembro de 1693. Participou no conclave de 1700, que elegeu o Papa Clemente XI.
Morreu em Roma em 7 de novembro de 1718, às 12h15, em seu palácio romano em S. Andrea della Valle. Exposto na igreja de S. Maria sopra Minerva, Roma, onde se realizou o funeral a 10 de novembro de 1718; à tarde foi trasladado para a igreja de S. Ágata em Suburra e sepultado do lado direito, nas traseiras daquela igreja.